# 萊夫·埃里克松
萊夫·埃里克松（約970年—約1020年）著名的北歐維京（諾斯人）探險家。他比哥倫布早500年抵達美洲，被認為是第一個發現北美洲的歐洲探險家（如果不算格陵蘭）。根據《冰島傳說》的記載，他建立了諾爾斯人聚落「文蘭」（Vinland）。而文蘭可能就是現今加拿大紐芬蘭島的蘭塞奧茲牧草地。

## 早年生平

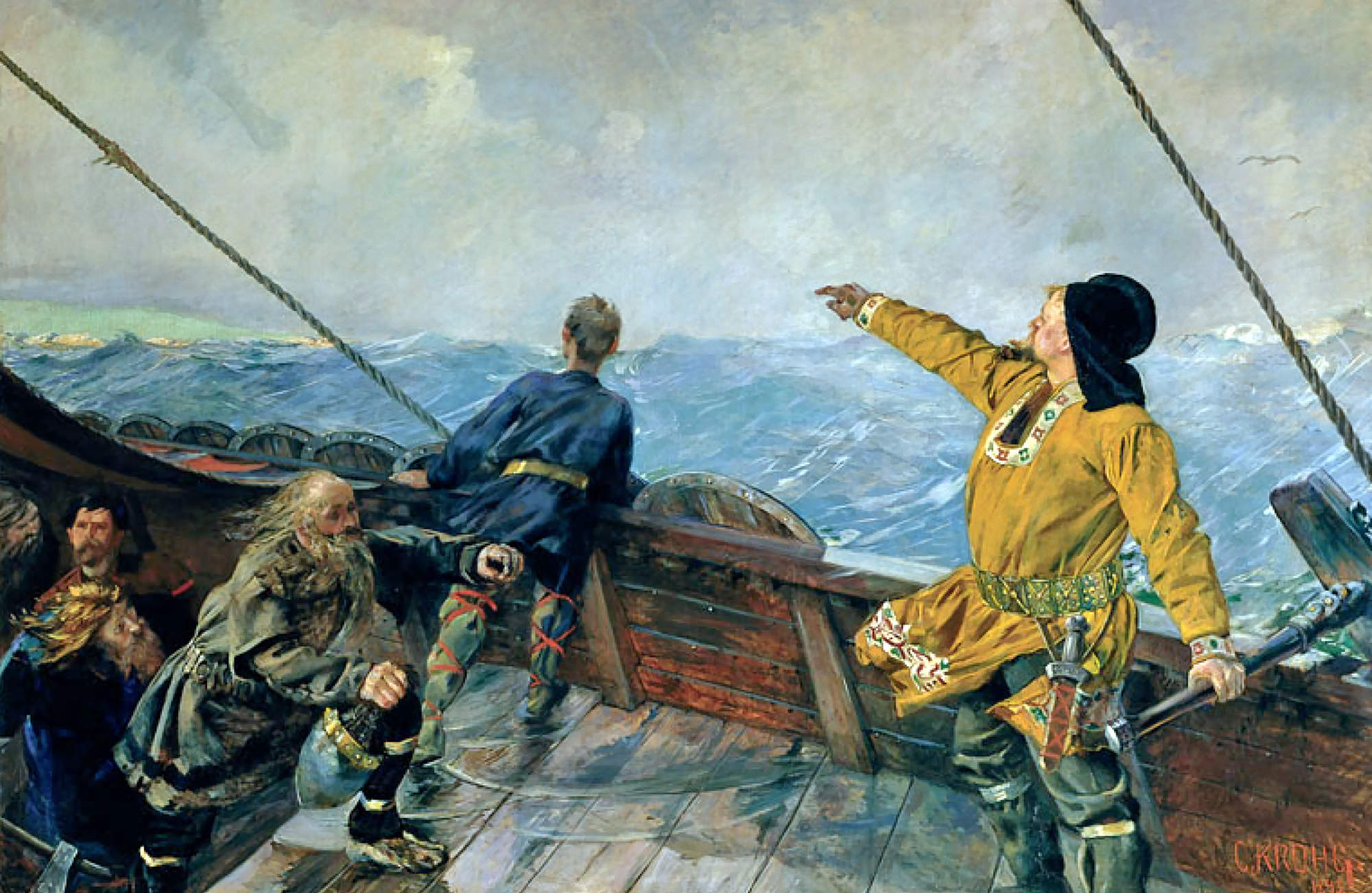
萊夫·埃里克松發現美洲，Christian Krogh於1893年繪畫。

萊夫·埃里克松大約生於970年至980年。他的父親是挪威流亡海盜－紅髮艾瑞克（Eric the Red；古冰島語：Eiríkr rauði），母親為Thjodhild，祖父為Þorvaldr Ásvaldsson。他的父親開展了兩個古代挪威人拓荒的路線，分東西線，位置都在他父親所命名的格陵蘭（Greenland）海域上。他的出生地在冰島傳說中並沒有記載，一般認為他出生他父母最初相識的冰島，可能是在Breiðafjörður附近。
萊夫有兩個兄弟，Thorstein和Thorvald。還有一個姊妹Freydís Eiríksdóttir。Thorvald因為過失殺人被挪威驅逐出境，帶著莱夫跟著父親紅髮艾瑞克流亡冰島。後來艾瑞克自己也被冰島驅逐，他航向格陵蘭，並在986年建立第一個永久聚落。艾瑞克叫一個他寵信的奴隸Tyrker來負責照顧孩子，因此萊夫稱他為「養父」。

## 文蘭歷險

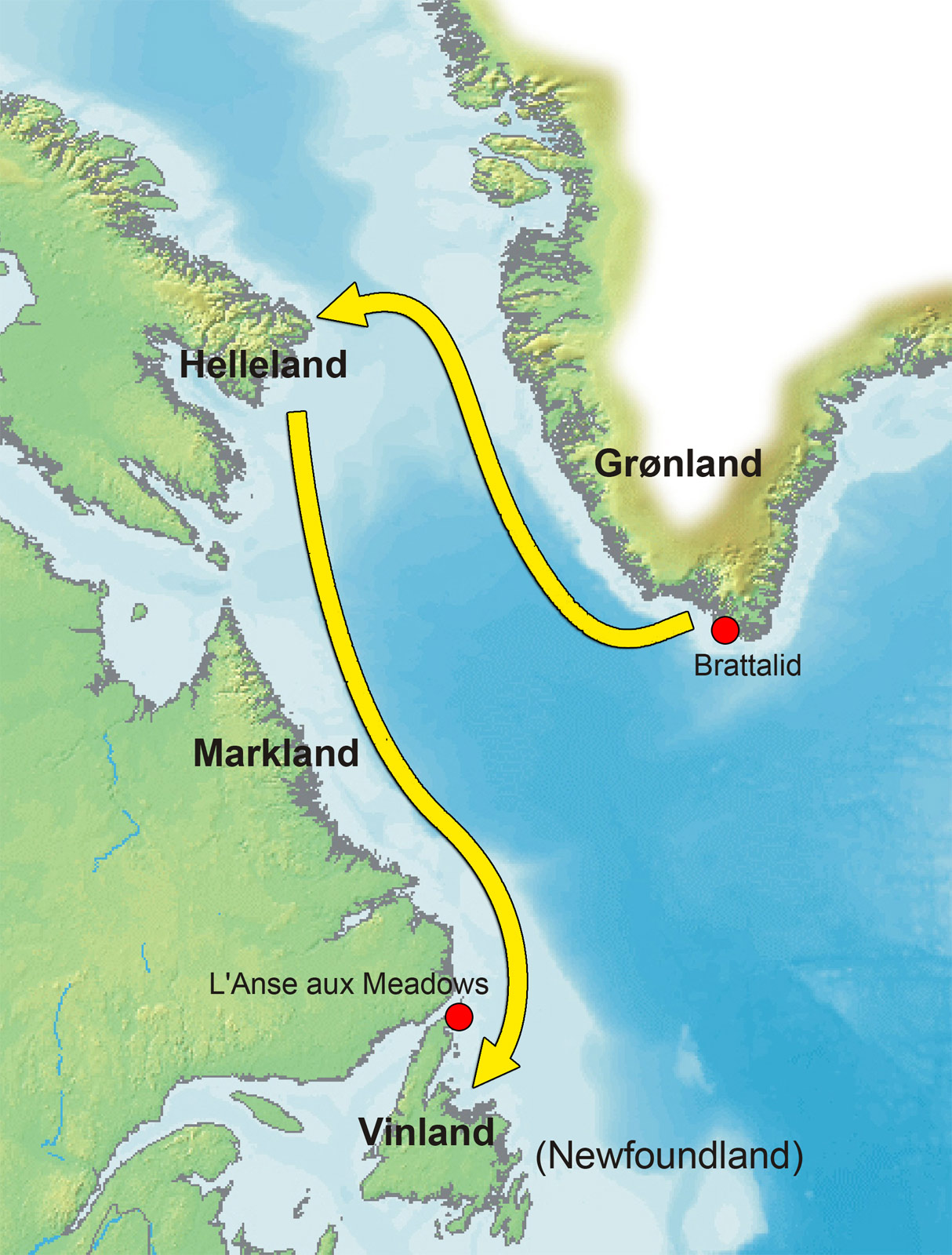
萊弗·艾瑞克森尋找並登陸文蘭的可能路線。

萊夫是在挪威長大的，後來他回到格陵蘭時，他決心追隨他父親的精神，探索格陵蘭的蠻荒，於是他買了船並航向一名船主比雅尼·何爾約夫森（Bjarni Herjólfsson）曾探險過的區域。
萊夫選擇了與比雅尼相反的方向探險，他第一個到達的島嶼充滿了平板石，於是他將其命名為赫爾陸蘭（Helluland，意指平石之地），此地可能是今日加拿大的巴芬島（Baffin Island）。接著他抵達了另一個較平緩而且有樹林和白沙灘的島嶼，他將之命名為馬克蘭（Markland，意指樹島）；也就是今日在北美哈德遜灣與大西洋間的拉布拉多半島。接著萊夫和他的隨從到了下一個島定居，他們發現該島的河中有相當多鮭魚，氣候溫和，冬日只結一點霜，還不致於冰天雪地。而且草到冬日也還是綠色的。於是萊夫在這個島上一直居住直到冬日過去。這一段探險中也記載著萊夫的跟隨者Tyrkir（有可能來自德國），在這個島上發現了葡萄。最後萊夫將這個豐腴的島嶼命名為文蘭（Vinland）（位於美國東北角新英格蘭地區和加拿大拉布拉多半島之間）
有一說法Vin在古挪威話指的是自然的草原，所以取名叫Vinland。
在這次探險的回程，萊夫在海上救了一個船難漂流的挪威人，這使得萊夫多了一個新綽號｢好運萊夫｣（Leif the Lucky；古挪威語：Leifr hinn heppni；冰島語：Leifur heppni）今日對萊夫發現的文蘭確實所在地有一些討論，大部份學者相信此地是今日的位於加拿大大紐芬蘭北半島的蘭塞奧茲草原（L'Anse aux Meadows）；但也有一說應是較南邊的一點，因為在北美葡萄最遠也只生長到紐芬蘭而已。
另一個在紅髮艾瑞克探險傳奇中的說法是，萊夫在從挪威返回格陵蘭的航線上，第一個發現了今日的北美洲。但並沒有詳細提到他是否登陸過美洲，無論如何，維京人的探險傳奇是今日美洲發現史上經常被提起的。

## 家庭成員

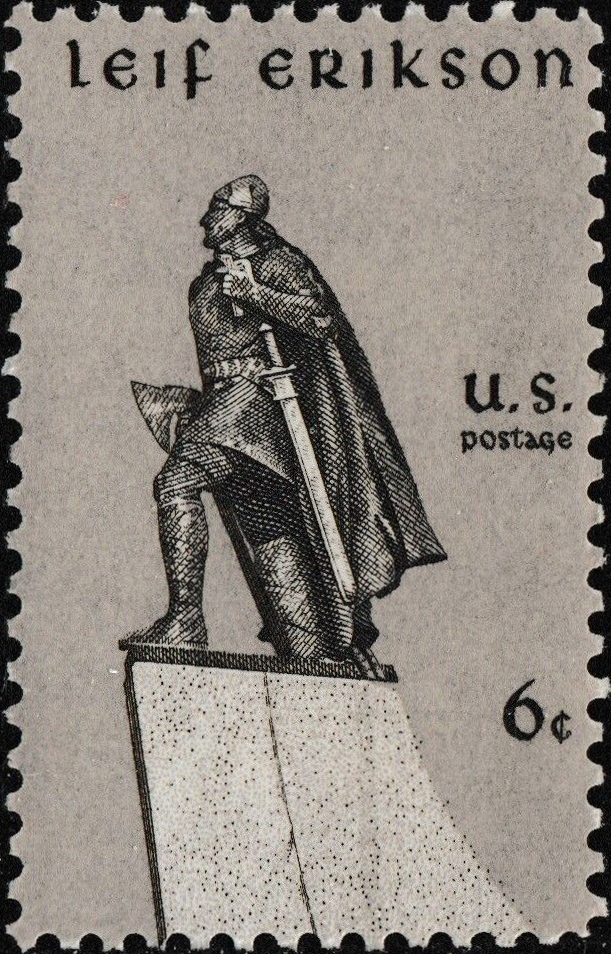
1968年美國紀念郵票

萊夫·埃里克松有兩位兄弟，分別是Thorvald Eriksson和Thorstein Eriksson；他還有一位姐妹名叫Freydís Eiríksdóttir；他的妻子為Thórgunna；兒子是Thorkell Leifsson。

## 相關創作
日本幸村誠漫畫《海盜戰記》：托爾芬父親托爾茲之友，同時也是航行至美洲偉大的旅行家雷夫大叔。

## 紀念
1964年美國政府將每年的10月9日定為萊夫·埃里克松紀念日。

## 外部連結
- 文蘭島地圖真假? （页面存档备份，存于）
- 尋找中國，發現美洲?
- www.reportret.info （页面存档备份，存于） 萊夫資料－英文。